# Nicandra physalodes
Espèce
Classification APG III (2009)

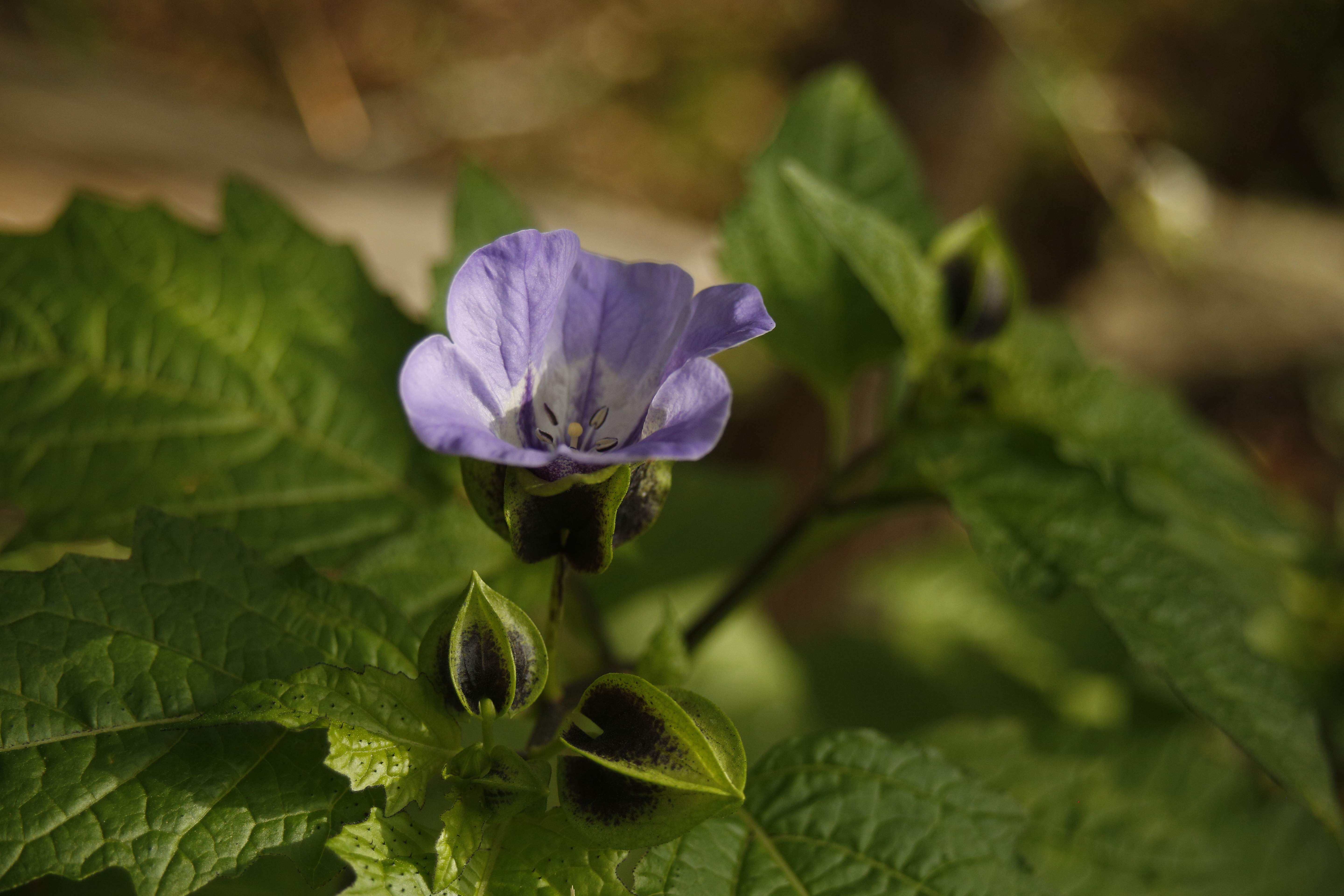
Nicandra physalodes

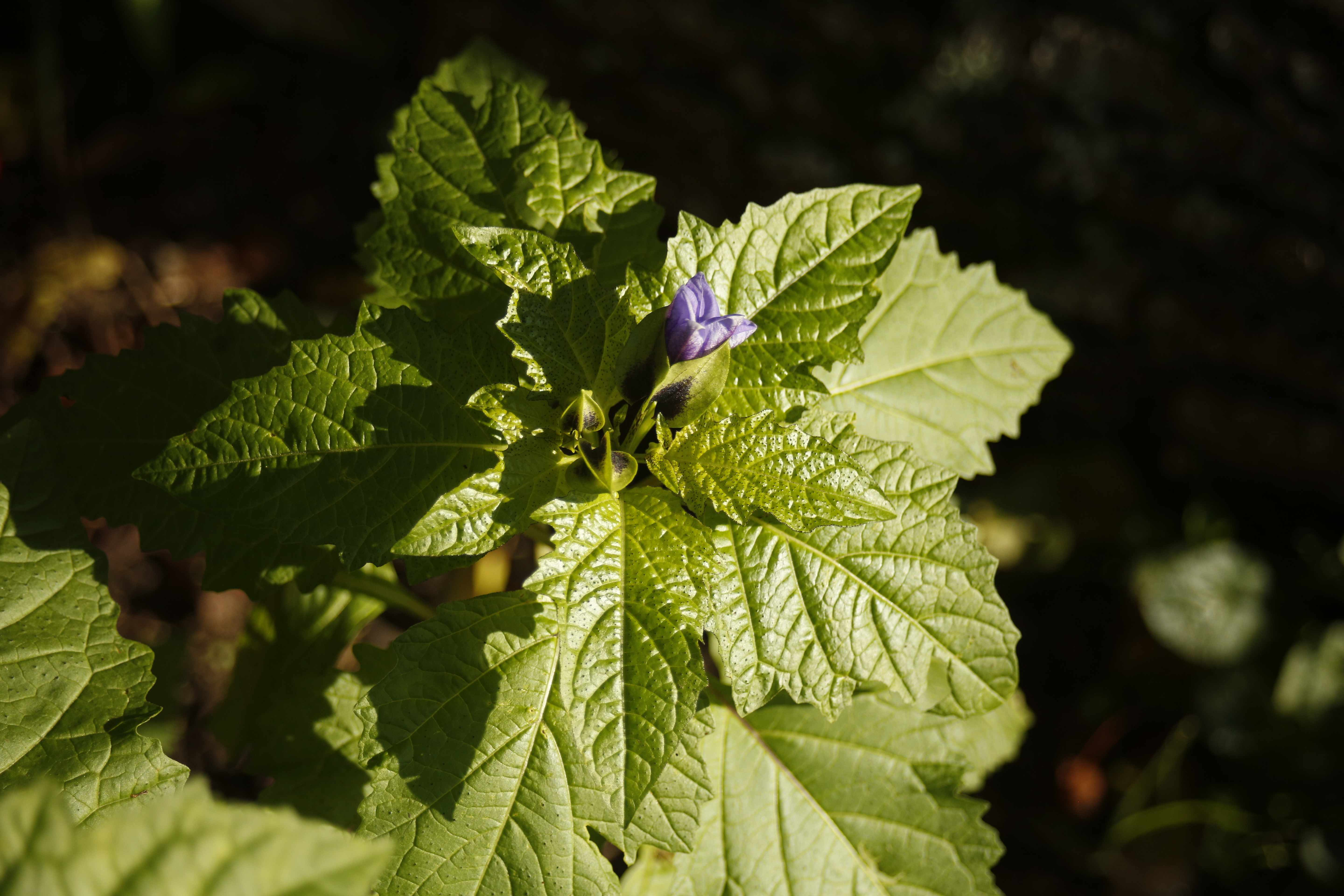
Nicandra physalodes

Nicandra physalodes (L.) Gaertn. (synonyme : Nicandra physaloides), aussi appelé pomme du Pérou, est une plante annuelle de la famille des Solanaceae originaire de la cordillère des Andes.
Elle ressemble au Coqueret du Pérou, d'où le nom de Nicandre faux-coqueret qui lui est parfois donné mais contrairement à ce dernier, toutes les parties du faux-coqueret sont toxiques en raison de la solanine qu'il contient. La plante est traditionnellement utilisée en culture biologique au potager pour repousser ou empoisonner les insectes, notamment les aleurodes.
Le nom du genre est un hommage au grammairien grec Nicandre de Colophon, dont un ouvrage (Alexipharma) est consacré aux toxines et poisons d'origine animale ou végétale.

## Description

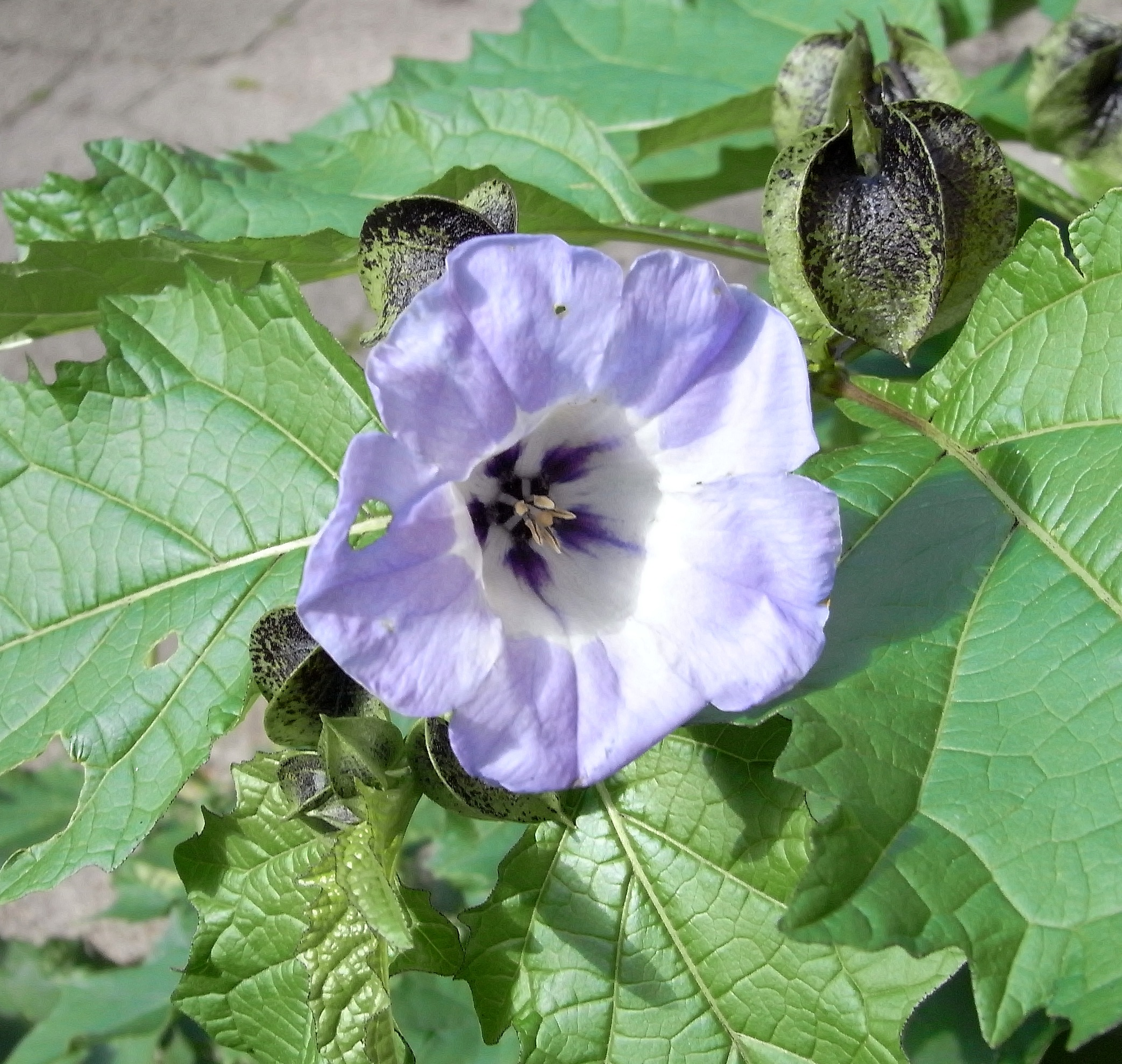

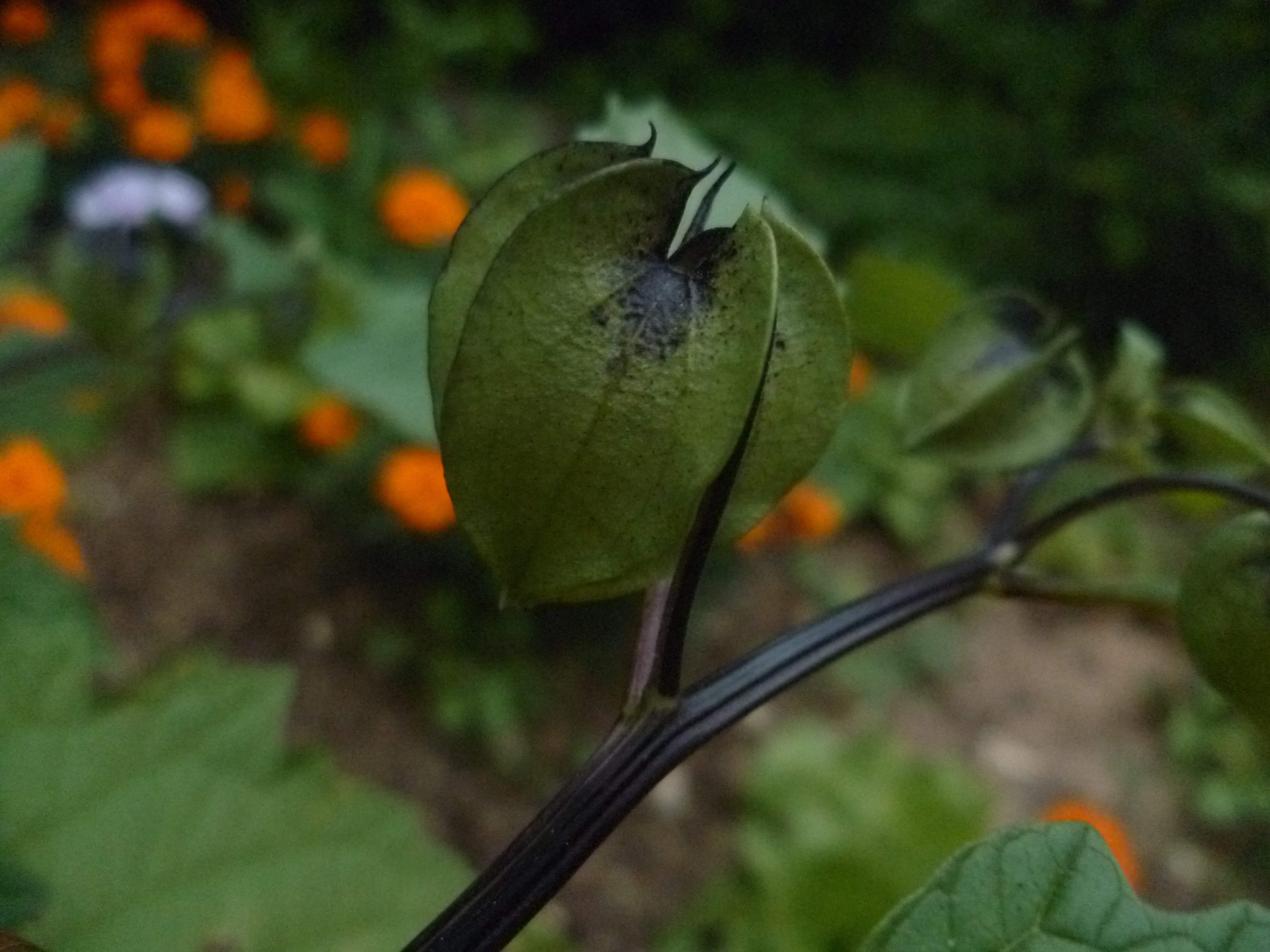
calice persistant après floraison

Le faux-coqueret est une plante buissonnante aux fleurs en forme de cloche. La plante se développe en hauteur et en largeur sur parfois 1 m en tous sens, et la variété ‘Violacea’ encore plus grande, atteint facilement 1,3 m.
Les feuilles sont alternes, lobées ou profondément dentées. Elles ont un aspect gaufré. Elles dégagent une odeur peu agréable d’autant plus forte si elles sont froissées.
Les fleurs éclosent de juillet à septembre à l’aisselle des feuilles et montrent une corolle en cloche, typique des solanacées. Les pétales forment une coupe bleutée ou violacée au cœur blanc, maculé de taches plus foncées formant une étoile noire au centre de la fleur.
Cette fleur donnera un fruit sec ressemblant à une baie brune et globuleuse cachée par un calice étoilé persistant rappelant celui des Physalis. Contrairement aux Physalis, ce calice est composé de sépales non soudés ensemble et restent verts et noirs parfois jusqu'à la mort de la plante. Les fruits sont toxiques comme le reste de la plante, bien que celle-ci soit parfois utilisée en phytothérapie.
Ces plantes sont aussi reconnaissables par leurs tiges, pétioles et pédoncules noir luisant devenant verts par la suite, toutefois toutes les variétés ne partagent pas ce dernier caractère. Le cultivar ‘Violacea’ a ses tiges et pédoncules colorés de bleu violet tirant sur le noir.

## Plante invasive

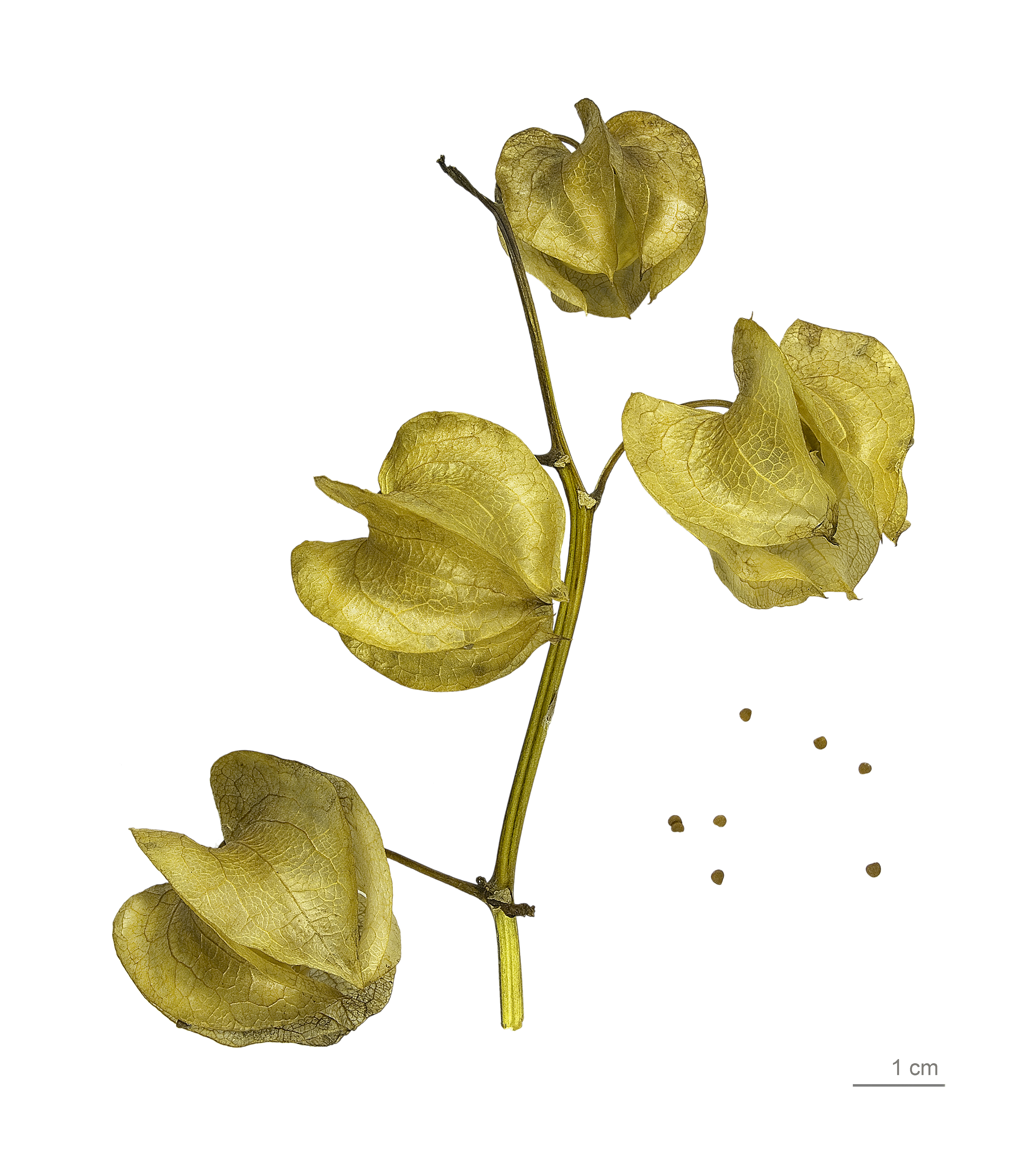
Nicandra physalodes - Muséum d'histoire naturelle de Toulouse

Le faux-coqueret est une plante invasive, aujourd'hui présente dans une grande partie de l'Amérique du Nord et de la France. Elle est subspontanée en Suisse.
D'abord introduit en Europe comme plante de jardin souvent sous la forme ‘Violacea’ plus décorative, il s'est naturalisé et se développe principalement dans les friches, les champs de maïs et les bords de chemin. 

## Culture
Nicandra physalodes apprécie les sols riches et frais mais ne se plait pas en terrain trop humide. Il aime le plein soleil. 
Il se sème de mars à mai. Les graines germent facilement en 1 à 2 semaines à 20 °C. Nicandra physalodes se ressème parfois spontanément, c’est pourquoi il est devenu invasif dans de nombreuses régions.
Non rustique, il ne survit pas à moins de 5 °C.